# Unelcus bolivianus
Unelcus bolivianus là một loài bọ cánh cứng trong họ Cerambycidae.